# Pselliophora approximata
Pselliophora approximata är en tvåvingeart som beskrevs av Enrico Adelelmo Brunetti 1918. Pselliophora approximata ingår i släktet Pselliophora och familjen storharkrankar. Inga underarter finns listade i Catalogue of Life.